# Чемпіонат світу з футболу 2010 (кваліфікація, КАФ, третій раунд)
Чемпіонат світу з футболу 2010 (кваліфікація, Африка, третій раунд) — заключний етап відбіркового турніру в Африканській зоні до Чемпіонату світу 2010. 20 команд (12 переможниць груп і 8 найкращих команд, що зайняли другі місця, з другого кваліфікаційного раунду) були поділені на 5 груп. Команди з кожної групи зіграли між собою по два матчі: домашній і виїзний. 5 команд, що зайняли перші місця в групах кваліфікувались до фінальної частини Чемпіонату світу, що відбудеться в Південно-Африканській Республіці (команда ПАР кваліфікувалась як господар змагань).
Цей раунд також був відбірковим до Кубка африканських націй 2010. Перші три команди з кожної групи кваліфікувались до фінальної частини, яка пройде в Анголі (команда Анголи кваліфікувалась як господар змагань).

## Жеребкування
Команди були поділені водповідно до  рейтингу ФІФА станом на жовтень 2008 (в дужках вказано місце в рейтингу). Групи складались із однієї команди з кожного кошика.
| Кошик 1                                                                  | Кошик 2                                                          | Кошик 3                                                                  | Кошик 4                                                                 |
| ------------------------------------------------------------------------ | ---------------------------------------------------------------- | ------------------------------------------------------------------------ | ----------------------------------------------------------------------- |
| Камерун (12) · Єгипет (22) · Гана (25) · Нігерія (27) · Кот-д'Івуар (29) | Гвінея (41) · Марокко (43) · Туніс (47) · Малі (53) · Алжир (56) | Буркіна-Фасо (63) · Габон (67) · Замбія (70) · Кенія (79) · Бенін (81) · | Руанда (87) · Того (91) · Мозамбік (100) · Судан (106) · Малаві (109) · |

| Легенда |
| --- |
| Команди, що кваліфікувались в фінальну частину Чемпіонату світу і на Кубок африканських націй, позначені жирним шрифтом |
| Команди, що кваліфікувались на Кубок африканських націй, позначені жирним курсивом                                      |
| Команди, що вибули з подальшої боротьби, позначаються курсивом                                                          |

## Група A
| М  | Команда      | І | В | Н | П | МЗ | МП | РМ | О  |
| -- | ------------ | - | - | - | - | -- | -- | -- | -- |
| 1. | ' Камерун'   | 6 | 4 | 1 | 1 | 9  | 2  | +7 | 13 |
| 2. | ''' Габон''' | 6 | 3 | 0 | 3 | 9  | 7  | +2 | 9  |
| 3. | ''' Того'''  | 6 | 2 | 2 | 2 | 3  | 7  | −4 | 8  |
| 4. | Марокко      | 6 | 0 | 3 | 3 | 3  | 8  | −5 | 3  |

|         | Габон | Камерун | Марокко | Того |
| ------- | ----- | ------- | ------- | ---- |
| Габон   | —     | 0:2     | 3:1     | 3:0  |
| Камерун | 2:1   | —       | 0:0     | 3:0  |
| Марокко | 1:2   | 0:2     | —       | 0:0  |
| Того    | 1:0   | 1:0     | 1:1     | —    |

| 28.03.2009 16:00 UTC+0 |

| Того         | 1:0      | Камерун |
| ------------ | -------- | ------- |
| Адебайор 11' | Протокол |         |

| Аккра (Гана) Глядачів: 26,450 Арбітр: Ессам Абд Ель Фарах (Єгипет) |

| 28.03.2009 20:00 UTC+0 |

| Марокко         | 1:2      | Габон                 |
| --------------- | -------- | --------------------- |
| Ель Хамдауі 84' | Протокол | Аубамеянг 34' Меє 45' |

| Касабланка Глядачів: 38,000 Арбітр: Бадара Діатта (Сенегал) |

| 06.06.2009 15:30 UTC+1 |

| Камерун | 0:0      | Марокко |
| ------- | -------- | ------- |
|         | Протокол |         |

| Яунде Глядачів: 35,000 Арбітр: Раїндрапарсад Січурн (Маврикій) |

| 06.06.2009 15:30 UTC+1 |

| Габон                     | 3:0      | Того |
| ------------------------- | -------- | ---- |
| Манга 11' Меє 67' Бро 81' | Протокол |      |

| Лібревіль Глядачів: 20,000 Арбітр: Версон Луанджа (Малаві) |

| 20.06.2009 20:00 UTC+0 |

| Марокко | 0:0      | Того |
| ------- | -------- | ---- |
|         | Протокол |      |

| Рабат Глядачів: 22,000 Арбітр: Веллінгтон Каома (Замбія) |

| 05.09.20091 15:30 UTC+1 |

| Габон | 0:2      | Камерун             |
| ----- | -------- | ------------------- |
|       | Протокол | Емана 66' Ето'о 68' |

| Лібревіль Арбітр: Альфред Ндінья (Кенія) |

| 06.09.2009 15:30 UTC+0 |

| Того      | 1:1      | Марокко       |
| --------- | -------- | ------------- |
| Саліфу 4' | Протокол | Таарабт 90+3' |

| Ломе Арбітр: Мухмед Ссегонга (Уганда) |

| 09.09.20091 15:30 UTC+1 |

| Камерун             | 2:1      | Габон     |
| ------------------- | -------- | --------- |
| Макун 25' Ето'о 64' | Протокол | Кусін 90' |

| Яунде Глядачів: 38,000 Арбітр: Касем Беннасур (Туніс) |

| 10.10.2009 15:30 UTC+1 |

| Камерун                        | 3:0      | Того |
| ------------------------------ | -------- | ---- |
| Жеремі 29' Макун 46' Емана 54' | Протокол |      |

| Яунде Глядачів: 37,400 Арбітр: Веллінгтон Каома (Замбія) |

| 10.10.2009 15:30 UTC+1 |

| Габон                                  | 3:1      | Марокко     |
| -------------------------------------- | -------- | ----------- |
| Ербаті 43' (аг) Мулунгуї 65' Кусін 70' | Протокол | Таарабт 88' |

| Лібревіль Глядачів: 14,000 Арбітр: Нумандіез Дуе (Кот-д'Івуар) |

| 14.11.2009 15:30 UTC+0 |

| Марокко | 0:2      | Камерун            |
| ------- | -------- | ------------------ |
|         | Протокол | Вебо 19' Ето'о 52' |

| Фес Глядачів: 17,000 Арбітр: Даніель Беннетт (ПАР) |

| 14.11.2009 15:30 UTC+0 |

| Того     | 1:0      | Габон |
| -------- | -------- | ----- |
| Аїте 71' | Протокол |       |

| Ломе Глядачів: 10,000 Арбітр: Раїндрапарсад Січурн (Маврикій) |

## Група B
| М  | Команда         | І | В | Н | П | МЗ | МП | РМ | О  |
| -- | --------------- | - | - | - | - | -- | -- | -- | -- |
| 1. | ' Нігерія'      | 6 | 3 | 3 | 0 | 9  | 4  | +5 | 12 |
| 2. | ''' Туніс'''    | 6 | 3 | 2 | 1 | 7  | 4  | +3 | 11 |
| 3. | ''' Мозамбік''' | 6 | 2 | 1 | 3 | 3  | 5  | −2 | 7  |
| 4. | Кенія           | 6 | 1 | 0 | 5 | 5  | 11 | −6 | 3  |

|          | Кенія | Мозамбік | Нігерія | Туніс |
| -------- | ----- | -------- | ------- | ----- |
| Кенія    | —     | 2:1      | 2:3     | 1:2   |
| Мозамбік | 1:0   | —        | 0:0     | 1:0   |
| Нігерія  | 3:0   | 1:0      | —       | 2:2   |
| Туніс    | 1:0   | 2:0      | 0:0     | —     |

| 28.03.2009 16:00 UTC+3 |

| Кенія    | 1:2      | Туніс                |
| -------- | -------- | -------------------- |
| Оліч 70' | Протокол | Джемал 5' Джемаа 72' |

| Найробі Глядачів: 27,000 Арбітр: Дівін Евех (Камерун) |

| 29.03.2009 15:00 UTC+2 |

| Мозамбік | 0:0      | Нігерія |
| -------- | -------- | ------- |
|          | Протокол |         |

| Мапуту Глядачів: 35,000 Арбітр: Амануель Айоб (Еритрея) |

| 06.06.2009 18:00 UTC+1 |

| Туніс                          | 2:0      | Мозамбік |
| ------------------------------ | -------- | -------- |
| Бен Яха 21' (пен.) Даррагі 90' | Протокол |          |

| Радес Глядачів: 30,000 Арбітр: Коко Джауп (Того) |

| 07.06.2009 17:00 UTC+1 |

| Нігерія                      | 3:0      | Кенія |
| ---------------------------- | -------- | ----- |
| Уче 2' Обінна 72' (пен.) 77' | Протокол |       |

| Абуджа Глядачів: 60,000 Арбітр: Абделла Ель Ачірі (Марокко) |

| 20.06.2009 16:00 UTC+3 |

| Кенія                      | 2:1      | Мозамбік     |
| -------------------------- | -------- | ------------ |
| Овіно 5' Маріга 76' (пен.) | Протокол | Домінгес 49' |

| Найробі Глядачів: 15,000 Арбітр: Яхуба Кейта (Гвінея) |

| 20.06.2009 19:10 UTC+1 |

| Туніс | 0:0      | Нігерія |
| ----- | -------- | ------- |
|       | Протокол |         |

| Радес Глядачів: 45,000 Арбітр: Коман Солібалі (Малі) |

| 06.09.2009 15:00 UTC+2 |

| Мозамбік      | 1:0      | Кенія |
| ------------- | -------- | ----- |
| Тіко-Тіко 67' | Протокол |       |

| Мапуту Арбітр: Коман Кулібалі (Малі) |

| 06.09.2009 17:00 UTC+1 |

| Нігерія                    | 2:2      | Туніс                  |
| -------------------------- | -------- | ---------------------- |
| Одемвінгіє 24' Енерамо 80' | Протокол | Тайдер 25' Даррагі 89' |

| Абуджа Арбітр: Даніель Беннетт (ПАР) |

| 10.10.2009 17:00 UTC+1 |

| Нігерія      | 1:0      | Мозамбік |
| ------------ | -------- | -------- |
| Обінна 90+3' | Протокол |          |

| Абуджа Глядачів: 13,000 Арбітр: Халід Абдель Рахман (Судан) |

| 10.10.2009 17:00 UTC+1 |

| Туніс     | 1:0      | Кенія |
| --------- | -------- | ----- |
| Джемаа 1' | Протокол |       |

| Радес Глядачів: 50,000 Арбітр: Бадара Діатта (Сенегал) |

| 14.11.2009 16:00 UTC+3 |

| Кенія              | 2:3      | Нігерія                   |
| ------------------ | -------- | ------------------------- |
| Оліч 15' Ванга 77' | Протокол | Мартінс 60' 81' Якубу 64' |

| Найробі Глядачів: 20,000 Арбітр: Едді Майлет (Сейшельські острови) |

| 14.11.2009 15:00 UTC+2 |

| Мозамбік  | 1:0      | Туніс |
| --------- | -------- | ----- |
| Даріо 83' | Протокол |       |

| Мапуту Глядачів: 30,000 Арбітр: Нумандіез Дуе (Кот-д'Івуар) |

## Група C
| М  | Команда       | І | В | Н | П | МЗ | МП | РМ | О  |
| -- | ------------- | - | - | - | - | -- | -- | -- | -- |
| 1. | ' Алжир'      | 6 | 4 | 1 | 1 | 9  | 4  | +5 | 13 |
| 2. | ''' Єгипет''' | 6 | 4 | 1 | 1 | 9  | 4  | +5 | 13 |
| 3. | ''' Замбія''' | 6 | 1 | 2 | 3 | 2  | 5  | −3 | 5  |
| 4. | Руанда        | 6 | 0 | 2 | 4 | 1  | 8  | −7 | 2  |

|        | Алжир | Єгипет | Замбія | Руанда |
| ------ | ----- | ------ | ------ | ------ |
| Алжир  | —     | 3:1    | 1:0    | 3:1    |
| Єгипет | 2:0   | —      | 1:1    | 3:0    |
| Замбія | 0:2   | 0:1    | —      | 1:0    |
| Руанда | 0:0   | 0:1    | 0:0    | —      |

| 28.03.2009 15:30 UTC+2 |

| Руанда | 0:0      | Алжир |
| ------ | -------- | ----- |
|        | Протокол |       |

| Кігалі Глядачів: 22,000 Арбітр: Коффі Коджіа (Бенін) |

| 29.03.2009 19:30 UTC+2 |

| Єгипет   | 1:1      | Замбія      |
| -------- | -------- | ----------- |
| Закі 26' | Протокол | Касонде 56' |

| Каїр Глядачів: 70,000 Арбітр: Коман Кулібалі (Малі) |

| 06.06.2009 14:00 UTC+2 |

| Замбія     | 1:0      | Руанда |
| ---------- | -------- | ------ |
| Калаба 78' | Протокол |        |

| Чілілабомбве Глядачів: 28,000 Арбітр: Чейх Ахмед Тідане Сек (Сенегал) |

| 07.06.2009 20:30 UTC+1 |

| Алжир                             | 3:1      | Єгипет       |
| --------------------------------- | -------- | ------------ |
| Матмур 60' Геззал 64' Джеббур 77' | Протокол | Абутріка 87' |

| Бліда Глядачів: 26,500 Арбітр: Даніоель Беннетт (ПАР) |

| 20.06.2009 14:00 UTC+2 |

| Замбія | 0:2      | Алжир                 |
| ------ | -------- | --------------------- |
|        | Протокол | Бугерра 21' Саїфі 66' |

| Чілілабомбве Арбітр: Дівіне Евеге (Камерун) |

| 05.07.20092 20:30 UTC+3 |

| Єгипет                            | 3:0      | Руанда |
| --------------------------------- | -------- | ------ |
| Абутріка 66' 90' Хосні 77' (пен.) | Протокол |        |

| Каїр Арбітр: Еммануель Імере (Нігерія) |

| 05.09.2009 15:30 UTC+2 |

| Руанда | 0:1      | Єгипет     |
| ------ | -------- | ---------- |
|        | Протокол | Хассан 67' |

| Кігалі Арбітр: Джосеф Лампті (Гана) |

| 06.09.2009 22:00 UTC+1 |

| Алжир     | 1:0      | Замбія |
| --------- | -------- | ------ |
| Саїфі 59' | Протокол |        |

| Бліда Глядачів: 30,000 Арбітр: Раїндрапарсад Січурн (Маврикій) |

| 10.10.2009 14:00 UTC+2 |

| Замбія | 0:1      | Єгипет       |
| ------ | -------- | ------------ |
|        | Протокол | Абд-Рабу 69' |

| Чілілабомбве Глядачів: 10,000 Арбітр: Коко Джауп (Того) |

| 11.10.2009 19:15 UTC+1 |

| Алжир                                       | 3:1      | Руанда        |
| ------------------------------------------- | -------- | ------------- |
| Геззал 22' Белхадж 45+2' Зіані 90+5' (пен.) | Протокол | Мафісанго 19' |

| Бліда Глядачів: 22,000 Арбітр: Яхуба Кейта (Гвінея) |

| 14.11.2009 15:30 UTC+2 |

| Руанда | 0:0      | Замбія |
| ------ | -------- | ------ |
|        | Протокол |        |

| Кігалі Глядачів: 18,000 Арбітр: Джамель Амбая (Лівія) |

| 14.11.2009 19:30 UTC+2 |

| Єгипет              | 2:0      | Алжир |
| ------------------- | -------- | ----- |
| Закі 3' Мотеб 90+5' | Протокол |       |

| Каїр Глядачів: 75,000 Арбітр: Жером Дамон (ПАР) |

### Додатковий матч
Алжир та Єгипет закінчили груповий турнір з однаковими показниками (результати особистих зустрічей, кількість забитих голів, різниця забитих і пропущених голів), тому був проведений додатковий поєдинок. Матч проходив на нейтральному полі, яке визначили шляхом жеребкування. За результатами цього матчу Алжир кваліфікувався в фінальну частину Чемпіонату світу.
| 18.11.2009 20:30 UTC+3 |

| Алжир    | 1:0      | Єгипет |
| -------- | -------- | ------ |
| Ях'я 40' | Протокол |        |

| Омдурман (Судан) Глядачів: 35,000 Арбітр: Едді Майлет (Сейшельські острови) |

## Група D
| М  | Команда      | І | В | Н | П | МЗ | МП | РМ | О  |
| -- | ------------ | - | - | - | - | -- | -- | -- | -- |
| 1. | ' Гана'      | 6 | 4 | 1 | 1 | 9  | 3  | +6 | 13 |
| 2. | ''' Бенін''' | 6 | 3 | 1 | 2 | 6  | 5  | +1 | 10 |
| 3. | ''' Малі'''  | 6 | 2 | 3 | 1 | 8  | 7  | +1 | 9  |
| 4. | Судан        | 6 | 0 | 1 | 5 | 2  | 9  | −7 | 1  |

|       | Бенін | Гана | Малі | Судан |
| ----- | ----- | ---- | ---- | ----- |
| Бенін | —     | 1:0  | 1:1  | 1:0   |
| Гана  | 1:0   | —    | 2:2  | 2:0   |
| Малі  | 3:1   | 0:2  | —    | 1:0   |
| Судан | 1:2   | 0:2  | 1:1  | —     |

| 28.03.2009 20:00 UTC+3 |

| Судан         | 1:1      | Малі       |
| ------------- | -------- | ---------- |
| Ель Тахір 24' | Протокол | Кануте 20' |

| Омдурман Глядачів: 35,000 Арбітр: Едді Майлет (Сейшельські острови) |

| 29.03.2009 17:00 UTC+0 |

| Гана    | 1:0      | Бенін |
| ------- | -------- | ----- |
| Таге 1' | Протокол |       |

| Кумасі Глядачів: 39,000 Арбітр: Даніель Беннетт (ПАР) |

| 07.06.2009 16:00 UTC+1 |

| Бенін          | 1:0      | Судан |
| -------------- | -------- | ----- |
| Омотойоссі 22' | Протокол |       |

| Котону Глядачів: 26,000 Арбітр: Кеніас Маранге (Зімбабве) |

| 07.06.2009 19:00 UTC+0 |

| Малі | 0:2      | Гана                |
| ---- | -------- | ------------------- |
|      | Протокол | Асамоа 67' Амоа 79' |

| Бамако Глядачів: 40,000 Арбітр: Дівіне Евеге (Камерун) |

| 20.06.2009 20:30 UTC+3 |

| Судан | 0:2      | Гана        |
| ----- | -------- | ----------- |
|       | Протокол | Амоа 5' 52' |

| Омдурман Глядачів: 30,000 Арбітр: Джамель Амбая (Лівія) |

| 21.06.2009 19:00 UTC+0 |

| Малі                            | 3:1      | Бенін      |
| ------------------------------- | -------- | ---------- |
| Майга 21' Діалло 75' Кануте 83' | Протокол | Чомого 12' |

| Бамако Глядачів: 40,000 Арбітр: Ессам Абд ель Фатах (Єгипет) |

| 06.09.2009 16:00 UTC+1 |

| Бенін    | 1:1      | Малі       |
| -------- | -------- | ---------- |
| Ауду 87' | Протокол | Діалло 73' |

| Котону Арбітр: Жером Дамон (ПАР) |

| 06.09.2009 17:00 UTC+0 |

| Гана                  | 2:0      | Судан |
| --------------------- | -------- | ----- |
| Мунтарі 14' Есьєн 53' | Протокол |       |

| Аккра Арбітр: Ессам Абд Ель Фатах (Єгипет) |

| 11.10.2009 16:00 UTC+1 |

| Бенін    | 1:0      | Гана |
| -------- | -------- | ---- |
| Ауду 89' | Протокол |      |

| Котону Глядачів: 20,000 Арбітр: Версон Луанджа (Малаві) |

| 11.10.2009 18:00 UTC+0 |

| Малі       | 1:0      | Судан |
| ---------- | -------- | ----- |
| Кануте 89' | Протокол |       |

| Бамако Глядачів: 15,000 Арбітр: Мохамед Бенуза (Алжир) |

| 14.11.2009 20:00 UTC+3 |

| Судан             | 1:2      | Бенін                          |
| ----------------- | -------- | ------------------------------ |
| Ішаг 45+1' (пен.) | Протокол | Омотойоссі 34' (пен.) Куку 62' |

| Омдурман Глядачів: 600 Арбітр: Слім Жедіді (Туніс) |

| 14.11.2009 17:00 UTC+0 |

| Гана               | 2:2      | Малі                |
| ------------------ | -------- | ------------------- |
| Амоа 65' Аннан 83' | Протокол | Фане 23' Н'Діає 68' |

| Кумасі Глядачів: 39,000 Арбітр: Бадара Діатта (Сенегал) |

## Група E
| М  | Команда             | І | В | Н | П | МЗ | МП | РМ  | О  |
| -- | ------------------- | - | - | - | - | -- | -- | --- | -- |
| 1. | ' Кот-д'Івуар'      | 5 | 4 | 1 | 0 | 16 | 4  | +12 | 13 |
| 2. | ''' Буркіна-Фасо''' | 5 | 3 | 0 | 2 | 9  | 11 | −2  | 9  |
| 3. | ''' Малаві'''       | 6 | 1 | 1 | 4 | 4  | 11 | −7  | 4  |
| 4. | Гвінея              | 5 | 1 | 0 | 4 | 7  | 14 | −7  | 3  |

|              | Буркіна-Фасо | Гвінея | Кот-д'Івуар | Малаві |
| ------------ | ------------ | ------ | ----------- | ------ |
| Буркіна-Фасо | —            | 4:2    | 2:3         | 1:0    |
| Гвінея       | 1:2          | —      | 1:2         | 2:1    |
| Кот-д'Івуар  | 5:0          | 3:0    | —           | 5:0    |
| Малаві       | 0:1          | 2:1    | 1:1         | —      |

| 28.03.2009 18:00 UTC+0 |

| Буркіна-Фасо                              | 4:2      | Гвінея                         |
| ----------------------------------------- | -------- | ------------------------------ |
| Кере 23' Траоре 29' Дагано 53' 66' (пен.) | Протокол | Феіндуно 61' (пен.) Заятте 86' |

| Уагадугу Глядачів: 30,000 Арбітр: Мохамед Бенуза (Алжир) |

| 29.03.2009 17:00 UTC+0 |

| Кот-д'Івуар                                       | 5:0      | Малаві |
| ------------------------------------------------- | -------- | ------ |
| Ромарік 1' Дрогба 7' (пен.) 28' Калу 59' Коне 71' | Протокол |        |

| Абіджан Глядачів: 34,0003 Арбітр: Джамель Хаймуді (Алжир) |

| 06.06.2009 14:30 UTC+2 |

| Малаві | 0:1      | Буркіна-Фасо |
| ------ | -------- | ------------ |
|        | Протокол | Дагано 68'   |

| Блантрайн Глядачів: 25,000 Арбітр: Касем Беннасур (Туніс) |

| 07.06.2009 17:00 UTC+0 |

| Гвінея         | 1:2      | Кот-д'Івуар          |
| -------------- | -------- | -------------------- |
| С. Бангура 65' | Протокол | Коне 45' Ромарік 72' |

| Конакрі Глядачів: 14,000 Арбітр: Ессам Абд Ель Фатах (Єгипет) |

| 20.06.2009 18:00 UTC+0 |

| Буркіна-Фасо           | 2:3      | Кот-д'Івуар                       |
| ---------------------- | -------- | --------------------------------- |
| Пітройпа 27' Бансе 78' | Протокол | Туре 13' Талл 55' (аг) Дрогба 70' |

| Уагадугу Глядачів: 33,056 Арбітр: Жером Дамон (ПАР) |

| 21.06.2009 17:00 UTC+0 |

| Гвінея          | 2:1      | Малаві     |
| --------------- | -------- | ---------- |
| Фендуно 24' 42' | Протокол | Мсовоя 89' |

| Конакрі Арбітр: Халід Абдель Рахман (Судан) |

| 05.09.2009 14:30 UTC+2 |

| Малаві         | 2:1      | Гвінея       |
| -------------- | -------- | ------------ |
| Мсовоя 46' 58' | Протокол | Калабане 38' |

| Блантрайн Арбітр: Коффі Коджіа (Бенін) |

| 05.09.2009 17:00 UTC+0 |

| Кот-д'Івуар                                               | 5:0      | Буркіна-Фасо |
| --------------------------------------------------------- | -------- | ------------ |
| Панандетігуірі 12' (аг) Дрогба 48' 65' Туре 55' Кейта 68' | Протокол |              |

| Абіджан Арбітр: Едді Майлет (Сейшельські острови) |

| 10.10.2009 14:30 UTC+2 |

| Малаві     | 1:1      | Кот-д'Івуар |
| ---------- | -------- | ----------- |
| Нгвіра 64' | Протокол | Дрогба 67'  |

| Блантрайн Глядачів: 25,000 Арбітр: Абделла Ель Ачірі (Марокко) |

| 11.10.2009 17:00 UTC+0 |

| Гвінея  | 1:2      | Буркіна-Фасо                        |
| ------- | -------- | ----------------------------------- |
| Бах 82' | Протокол | Мумуні Дагано 37' (пен.) Бамого 59' |

| Аккра (Гана)4 Глядачів: 5,000 Арбітр: Джамель Амбая (Лівія) |

| 14.11.2009 16:00 UTC+0 |

| Буркіна-Фасо      | 1:0      | Малаві |
| ----------------- | -------- | ------ |
| Мумуні Дагано 47' | Протокол |        |

| Уагадугу Глядачів: 20,000 Арбітр: Ессам Абд Ель Фатах (Єгипет) |

| 14.11.2009 16:00 UTC+0 |

| Кот-д'Івуар                 | 3:0      | Гвінея |
| --------------------------- | -------- | ------ |
| Жервіньо 16', 31' Тіене 67' | Протокол |        |

| Абіджан Глядачів: 28,000 Арбітр: Кеніас Маранге (Зімбабве) |

## Нотатки
- 1 Дати матчів були змінені у зв'язку із смертю президента Габону Омара Бонго[4]
- 2 Дата матчу змінена через участь Збірної Єгипту в Кубку Конфедерацій 2009.[5]
- 3 22 людини загинули в тисняві перед цим матчем [6]
- 4 З міркувань безпеки матч було перенесено до Аккри, Гана.[7]